# Johann Jacobs (Unternehmer)
Johann Jacobs (* 20. Mai 1869 in Borgfeld; † 21. Februar 1958 in Bremen) war ein deutscher Unternehmer und der Gründer des Unternehmens Jacobs, das auf die Herstellung von Kaffee spezialisiert ist und heute zu Jacobs Douwe Egberts gehört.

## Leben

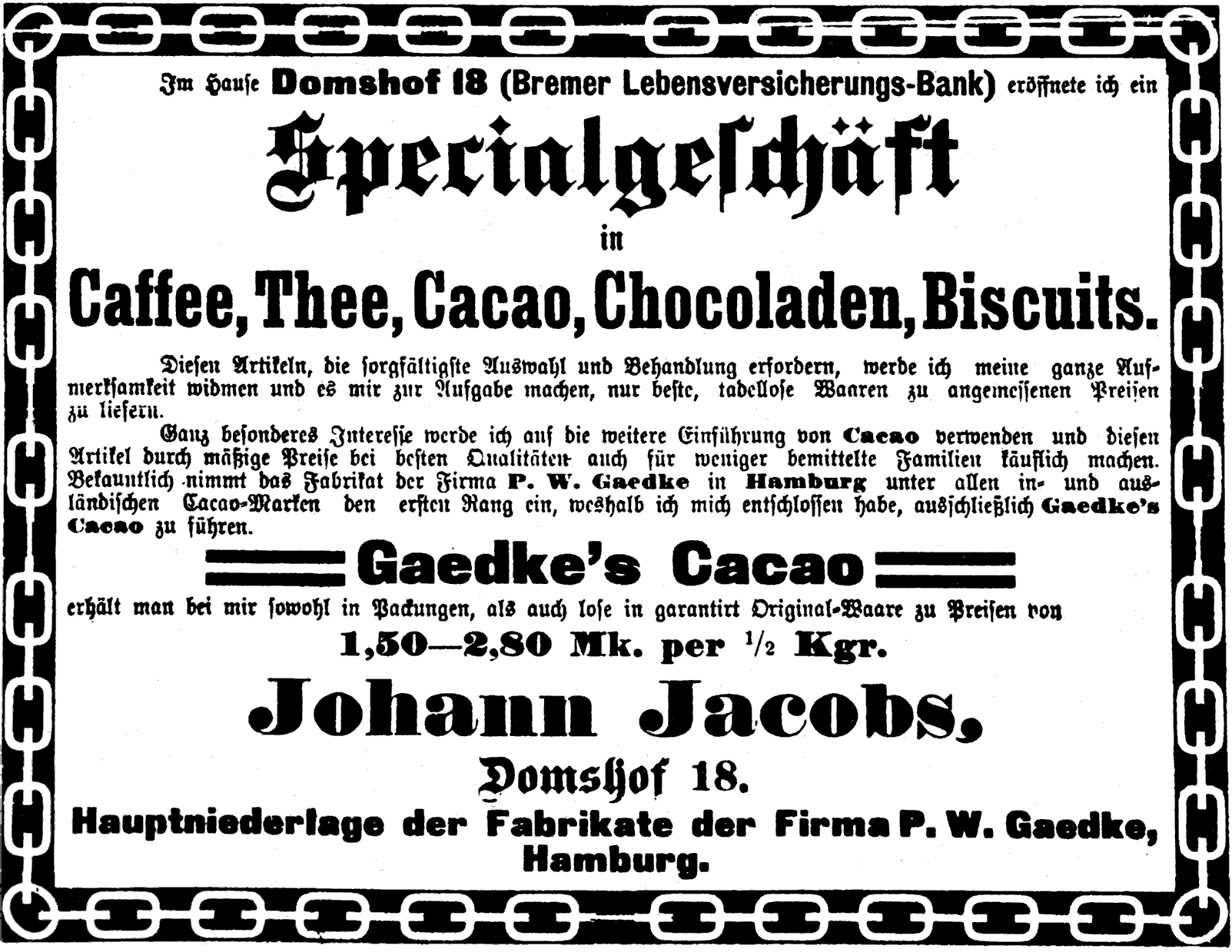
Anzeige für neues Specialgeschäft (1895)

Johann Jacobs stammte aus einem alteingesessenen Borgfelder Bauerngeschlecht. Da er als Zweitgeborener nicht den väterlichen Hof erben konnte, wandte er sich einem kaufmännischen Beruf zu. 1895 eröffnete er einen Kolonialwarenladen, wo er vor allem mit Kaffee und Tee, aber auch mit Kakao und Schokolade handelte.
Aufgrund seiner Handelserfolge konnte Jacobs 1907 seine erste Kaffeerösterei in Bremen gründen. Ihm und seinem Neffen Walther J. Jacobs gelang es schließlich, dieses Unternehmen zu einem der bekanntesten Kaffeehersteller auszubauen.
Nach ihm benannt ist das Johann Jacobs Museum, eine Sammlung zur Kulturgeschichte des Kaffees, das sein Großneffe Klaus J. Jacobs 1984 in Zürich gründete. Es besitzt eine umfangreiche Sammlung in den Bereichen Malerei, Graphik, Porzellan und Silber. Ferner unterhält es eine der weltweit bedeutendsten Bibliotheken zur Kulturgeschichte des Kaffees.

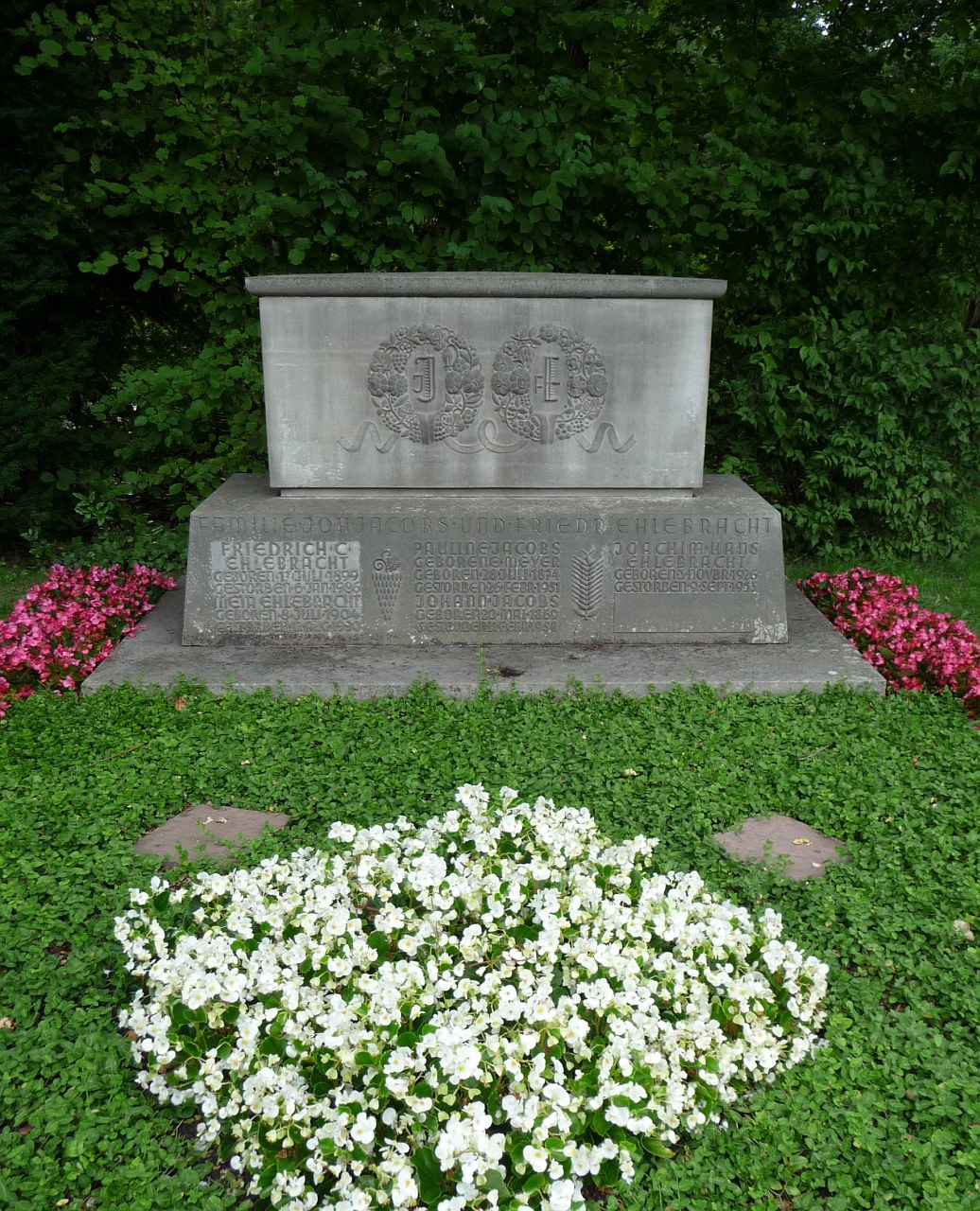
Grab auf dem Riensberger Friedhof in Bremen

Er wurde auf dem Riensberger Friedhof in Bremen bestattet (→Lage).